# Hans Aron Falkman
Hans Aron Falkman, född 7 februari 1776 i Malmö, död 9 april 1846 på Krapperups slott, var en svensk borgmästare. 
Falkman blev student vid Lunds universitet 1789 och avlade juridisk examen 1792. Han blev e.o. kanslist i justitierevisionsexpeditionen 1794, auskultant i Svea hovrätt samma år, aktor i kanslirätten 1797, rådman i Malmö 1802, var borgmästare där från 1819 och tilldelades lagmans namn 1821. Han var riksdagsman 1809, 1810, 1817, 1823 och 1828. Falkman är begravd på Gamla kyrkogården i Malmö.